# J1 League 2021
La J1 League 2021, también conocida como la Meiji Yasuda J1 League 2021 por razones de patrocinio, fue la quincuagésima sexta temporada de la máxima categoría del fútbol en Japón, y la vigesimanovena desde el establecimiento de la J. League en el año 1993. También fue la primera vez en expandirse a 20 equipos. El torneo comenzó el 26 de febrero y finalizó el 4 de diciembre. En esta temporada descendieron 4 equipos a la J2 League 2022, ya que en la temporada 2022 disminuirá a 18 equipos.

## Equipos
Un total de 20 equipos disputan la liga. Solo hubo dos modificaciones en 2021, pues nadie descendió a la J2 League 2021 a causa de la pandemia de covid-19. Tokushima Vortis, campeón de la J2 League 2020 regresa a la J1 League tras una ausencia de seis años, y Avispa Fukuoka vuelve a la máxima categoría luego de 4 temporadas.

### Ascensos y descensos
| Pos     | Descendidos en la temporada 2020 |
| ------- | -------------------------------- |
| No hubo |                                  |

| Pos | Ascendidos de la J2 League 2020 |
| --- | ------------------------------- |
| 1.º | Tokushima Vortis                |
| 2.º | Avispa Fukuoka                  |

### Datos generales
| Equipo              | Ciudad        | Estadio                              | Capacidad     |
| ------------------- | ------------- | ------------------------------------ | ------------- |
| Avispa Fukuoka      | Fukuoka       | Estadio Level-5                      | 22 563        |
| Cerezo Osaka        | Osaka         | Estadio Yanmar Nagai Estadio Kincho  | 47 816 18 000 |
| Consadole Sapporo   | Sapporo       | Sapporo Dome                         | 41 484        |
| FC Tokyo            | Tokio         | Estadio Ajinomoto                    | 50 100        |
| Gamba Osaka         | Suita (Osaka) | Estadio Panasonic Suita              | 40 000        |
| Kashima Antlers     | Kashima       | Estadio de Kashima                   | 45 728        |
| Kashiwa Reysol      | Kashiwa       | Hitachi Kashiwa Soccer Stadium       | 15 900        |
| Kawasaki Frontale   | Kawasaki      | Estadio Todoroki Kawasaki            | 25 000        |
| Nagoya Grampus      | Nagoya        | Estadio Toyota Estadio Paloma Mizuho | 45 000 27 000 |
| Oita Trinita        | Oita          | Showa Denko Dome Oita                | 40 000        |
| Sanfrecce Hiroshima | Hiroshima     | Estadio EDION Hiroshima              | 50 000        |
| Sagan Tosu          | Tosu (Saga)   | Estadio de Tosu                      | 24 490        |
| Shimizu S-Pulse     | Shizuoka      | Estadio IAI Nihondaira               | 20 339        |
| Shonan Bellmare     | Hiratsuka     | Estadio Shonan BMW Hiratsuka         | 18 500        |
| Tokushima Vortis    | Tokushima     | Estadio Pocarisweat                  | 20 000        |
| Urawa Reds          | Saitama       | Estadio Saitama 2002                 | 63 700        |
| Vegalta Sendai      | Sendai        | Estadio Yurtec Sendai                | 19 694        |
| Vissel Kobe         | Kobe          | Misaki Park Stadium                  | 31 000        |
| Yokohama FC         | Yokohama      | Estadio Mitsuzawa                    | 15 046        |
| Yokahama Marinos    | Yokohama      | Estadio Nissan                       | 72 370        |

## Clasificación
| Pos. | Equipo                | Pts. | PJ | G  | E  | P  | GF | GC | Dif. | Clasificación 2022                     |
| ---- | --------------------- | ---- | -- | -- | -- | -- | -- | -- | ---- | -------------------------------------- |
| 1    | Kawasaki Frontale (C) | 92   | 38 | 28 | 8  | 2  | 81 | 28 | +53  | Fase de grupos de la Liga de Campeones |
| 2    | Yokohama F. Marinos   | 79   | 38 | 24 | 7  | 7  | 82 | 35 | +47  | Fase de grupos de la Liga de Campeones |
| 3    | Vissel Kobe           | 73   | 38 | 21 | 10 | 7  | 62 | 36 | +26  | Play-off de la Liga de Campeones       |
| 4    | Kashima Antlers       | 69   | 38 | 21 | 6  | 11 | 62 | 36 | +26  |                                        |
| 5    | Nagoya Grampus        | 66   | 38 | 19 | 9  | 10 | 44 | 30 | +14  |                                        |
| 6    | Urawa Red Diamonds    | 63   | 38 | 18 | 9  | 11 | 45 | 38 | +7   | Fase de grupos de la Liga de Campeones |
| 7    | Sagan Tosu            | 59   | 38 | 16 | 11 | 11 | 40 | 32 | +8   |                                        |
| 8    | Avispa Fukuoka        | 54   | 38 | 14 | 12 | 12 | 42 | 37 | +5   |                                        |
| 9    | FC Tokyo              | 53   | 38 | 15 | 8  | 15 | 49 | 53 | −4   |                                        |
| 10   | Consadole Sapporo     | 51   | 38 | 14 | 9  | 15 | 48 | 50 | −2   |                                        |
| 11   | Sanfrecce Hiroshima   | 49   | 38 | 12 | 13 | 13 | 44 | 42 | +2   |                                        |
| 12   | Cerezo Osaka          | 48   | 38 | 13 | 9  | 16 | 47 | 51 | −4   |                                        |
| 13   | Gamba Osaka           | 44   | 38 | 12 | 8  | 18 | 33 | 49 | −16  |                                        |
| 14   | Shimizu S-Pulse       | 42   | 38 | 10 | 12 | 16 | 37 | 54 | −17  |                                        |
| 15   | Kashiwa Reysol        | 41   | 38 | 12 | 5  | 21 | 37 | 56 | −19  |                                        |
| 16   | Shonan Bellmare       | 37   | 38 | 7  | 16 | 15 | 36 | 41 | −5   |                                        |
| 17   | Tokushima Vortis (D)  | 36   | 38 | 10 | 6  | 22 | 34 | 55 | −21  | Descenso a J2 League                   |
| 18   | Oita Trinita (D)      | 35   | 38 | 9  | 8  | 21 | 31 | 55 | −24  | Descenso a J2 League                   |
| 19   | Vegalta Sendai (D)    | 28   | 38 | 5  | 13 | 20 | 31 | 62 | −31  | Descenso a J2 League                   |
| 20   | Yokohama FC (D)       | 27   | 38 | 6  | 9  | 23 | 32 | 77 | −45  | Descenso a J2 League                   |

 Fuente: Meiji Yasuda J1 League
Criterios de clasificación: Puntos · Diferencia de goles · Goles a favor · Enfrentamientos directos · Puntos fair-play · Play-off.
Notas:
1. ↑  Clasificado a la Fase de grupos de la Liga de Campeones como campeón de la Copa del Emperador 2021.

## Resultados
| Local \ Visitante   | ANT | AVI | BEL | CER | CON | FMA | FRO | GAM | GRA | REY | RED | SAG | SFR | SSP | TOK | TRI | VEG | VIS | VOR | YFC |
| ------------------- | --- | --- | --- | --- | --- | --- | --- | --- | --- | --- | --- | --- | --- | --- | --- | --- | --- | --- | --- | --- |
| Kashima Antlers     |     | 0–3 | 3–1 | 1–0 | 4–0 | 5–3 | 1–2 | 3–1 | 0–1 | 2–1 | 1–0 | 1–0 | 1–1 | 1–3 | 3–0 | 0–0 | 1–1 | 1–1 | 3–0 | 1–2 |
| Avispa Fukuoka      | 1–0 |     | 2–1 | 2–1 | 1–2 | 1–3 | 1–0 | 0–1 | 1–2 | 1–0 | 2–0 | 3–0 | 1–1 | 1–2 | 1–0 | 1–0 | 2–2 | 1–2 | 3–0 | 1–1 |
| Shonan Bellmare     | 1–2 | 1–1 |     | 0–0 | 0–0 | 0–1 | 1–1 | 0–0 | 0–0 | 2–4 | 0–0 | 0–1 | 0–0 | 1–1 | 0–1 | 2–0 | 3–1 | 0–0 | 0–1 | 2–1 |
| Cerezo Osaka        | 1–2 | 2–2 | 1–5 |     | 0–2 | 2–1 | 1–4 | 1–1 | 2–1 | 2–0 | 1–0 | 1–0 | 1–2 | 2–1 | 3–3 | 1–0 | 0–0 | 1–1 | 1–2 | 2–1 |
| Consadole Sapporo   | 2–2 | 0–0 | 1–1 | 0–3 |     | 1–3 | 0–2 | 0–2 | 0–2 | 3–1 | 2–1 | 0–0 | 0–2 | 2–0 | 3–2 | 2–0 | 2–1 | 3–4 | 1–0 | 5–1 |
| Yokohama F. Marinos | 0–2 | 2–0 | 1–1 | 1–0 | 2–1 |     | 1–1 | 0–1 | 2–0 | 1–1 | 3–0 | 2–0 | 3–3 | 2–1 | 8–0 | 5–1 | 5–0 | 2–0 | 1–0 | 5–0 |
| Kawasaki Frontale   | 2–1 | 3–1 | 2–1 | 3–2 | 2–0 | 2–0 |     | 4–1 | 3–2 | 1–0 | 1–1 | 1–0 | 1–1 | 1–0 | 1–0 | 2–0 | 2–2 | 3–1 | 2–0 | 3–1 |
| Gamba Osaka         | 0–1 | 0–0 | 0–0 | 0–1 | 1–5 | 2–3 | 0–2 |     | 1–3 | 2–1 | 0–3 | 1–0 | 1–2 | 0–0 | 0–0 | 2–1 | 2–3 | 1–2 | 2–1 | 2–0 |
| Nagoya Grampus      | 0–2 | 1–0 | 1–0 | 1–0 | 1–0 | 2–1 | 0–4 | 2–0 |     | 2–0 | 0–0 | 1–2 | 1–0 | 1–1 | 0–0 | 1–0 | 0–1 | 2–2 | 3–0 | 3–0 |
| Kashiwa Reysol      | 2–1 | 0–0 | 2–1 | 1–0 | 1–2 | 1–2 | 0–0 | 1–0 | 0–1 |     | 0–2 | 1–3 | 0–3 | 1–2 | 0–4 | 2–3 | 1–1 | 1–2 | 5–1 | 2–1 |
| Urawa Red Diamonds  | 2–1 | 2–0 | 0–3 | 2–0 | 0–0 | 2–1 | 0–5 | 1–1 | 0–0 | 5–1 |     | 2–1 | 1–0 | 0–1 | 1–1 | 3–2 | 2–0 | 2–0 | 1–0 | 2–0 |
| Sagan Tosu          | 2–1 | 0–0 | 1–1 | 3–3 | 1–0 | 0–4 | 3–1 | 0–1 | 3–1 | 2–0 | 2–0 |     | 0–0 | 2–1 | 1–0 | 0–0 | 5–0 | 0–2 | 2–0 | 3–0 |
| Sanfrecce Hiroshima | 1–4 | 1–2 | 0–1 | 0–1 | 2–1 | 1–3 | 1–1 | 0–0 | 1–0 | 1–0 | 2–2 | 1–1 |     | 1–0 | 1–2 | 4–1 | 1–1 | 1–1 | 0–1 | 0–1 |
| Shimizu S-Pulse     | 0–4 | 2–2 | 1–1 | 2–1 | 2–2 | 2–2 | 0–2 | 0–1 | 0–3 | 0–1 | 0–2 | 0–0 | 1–0 |     | 3–0 | 1–0 | 2–1 | 0–2 | 0–3 | 1–1 |
| FC Tokyo            | 1–2 | 0–0 | 3–2 | 3–2 | 2–1 | 0–3 | 2–4 | 1–0 | 1–1 | 0–1 | 1–2 | 1–2 | 0–0 | 4–0 |     | 3–0 | 2–1 | 2–3 | 0–2 | 4–0 |
| Oita Trinita        | 0–0 | 2–1 | 2–0 | 1–0 | 1–1 | 0–1 | 0–2 | 2–3 | 0–3 | 0–1 | 1–0 | 1–1 | 1–3 | 1–0 | 1–1 |     | 2–0 | 1–3 | 1–1 | 2–0 |
| Vegalta Sendai      | 0–1 | 0–1 | 0–2 | 1–1 | 1–1 | 0–0 | 1–5 | 0–1 | 1–1 | 1–0 | 0–0 | 0–1 | 2–0 | 2–3 | 1–2 | 2–1 |     | 0–2 | 0–1 | 0–0 |
| Vissel Kobe         | 1–0 | 1–0 | 3–1 | 1–1 | 1–0 | 0–2 | 1–1 | 1–0 | 0–1 | 1–2 | 5–1 | 1–1 | 3–0 | 1–1 | 0–1 | 1–0 | 4–2 |     | 1–0 | 5–0 |
| Tokushima Vortis    | 0–1 | 1–2 | 1–1 | 0–1 | 1–2 | 0–1 | 1–3 | 2–1 | 0–0 | 0–1 | 1–2 | 3–0 | 2–4 | 2–2 | 0–1 | 1–1 | 1–0 | 1–1 |     | 2–1 |
| Yokohama FC         | 0–3 | 1–1 | 2–0 | 1–4 | 0–1 | 2–2 | 0–2 | 3–1 | 2–0 | 1–1 | 0–2 | 0–0 | 0–3 | 1–1 | 0–1 | 1–2 | 2–2 | 0–2 | 5–3 |     |

## Goleadores
- Actualizado al 4 de diciembre de 2021.
| Rank | Jugador                         | Club                | Goles |
| ---- | ------------------------------- | ------------------- | ----- |
| 1    | Leandro Damião                  | Kawasaki Frontale   | 23    |
| 2    | Daizen Maeda                    | Yokohama F. Marinos | 21    |
| 3    | Kyōgo Furuhashi                 | Vissel Kobe         | 15    |
| 4    | Ayase Ueda                      | Kashima Antlers     | 14    |
| 5    | Diego Oliveira                  | FC Tokyo            | 13    |
| 5    | Anderson Patric Aguiar Oliveira | Gamba Osaka         | 13    |